# OJ da Juiceman
OJ da Juiceman, de son vrai nom Otis Williams, Jr., né le 23 novembre 1981, est un rappeur, acteur américain originaire d'Atlanta. OJ da Juiceman est le fondateur du label 32 Entertainment.

## Biographie
Enfant, Otis Williams, Jr. grandit avec sa mère à Atlanta, en Géorgie. Au début des années 1990, Williams rencontre le rappeur Gucci Mane.
OJ da Juiceman reçoit huit balles le 14 avril 2009, et joue sur scène la même semaine. Après la publication de plus d'une douzaine de mixtapes hosted par des DJs comme DJ Drama, Trap-A-Holics, DJ Holiday, DJ 5150, OJ Da Juiceman fonde le label 32 Entertainment et signe chez Asylum Records en 2009. Le premier album d'OJ chez Asylum, The Otha Side of the Trap, contient de nouvelles chansons et d'anciennes qui viennent de ses mixtapes. Il contient le single I'm Gettin' Money et Make tha Trap Say Aye avec Gucci Mane. OJ participe au single Who's Real de Jadakiss et à Supaman High de R. Kelly ; il publie aussi une mixtape commune avec DJ Holiday, intitulée Alaska in Atlanta,.
Le second album d'OJ est révélé sous le titre The Otis Williams Jr. Story. En 2011 et 2012, OJ publie quelques mixtapes, et fait la publicité de son propre label 32 Entertainment. Sa mixtape 6 Ringz 2 (The Playoffs Edition) est publiée le 2 mars 2013. La mixtape fait participer Young Scooter et Gorilla Zoe, notamment. La production est effectuée par Lex Luger, Metro Boomin, et 808 Mafia.
Le 11 février 2014, OJ da Juiceman publie la mixtape Alaska in Atlanta 2 hosted par DJ Holiday.

## Discographie

### Albums studio
- 2009 : The Otha Side of the Trap

### Mixtapes
- 2007 : On Da Come Up
- 2007 : Hood Classics Extra
- 2008 : Juice World
- 2008 : The Come Up Pt. 2
- 2008 : Culinary Art School
- 2008 : I Got the Juice
- 2009 : Guacamole World
- 2009 : Still Serving Babies
- 2009 : Pt. 50
- 2009 : Bouldercrest Shawty
- 2009 : Swagworld & DJ jazz Presents OJ Da Juiceman
- 2009 : Juice on the Loose
- 2009 : Alaska in Atlanta
- 2009 : 6 Ringz
- 2010 : O.R.A.N.G.E.
- 2010 : The Realest Nigga I Know
- 2010 : Bouldercrest Day
- 2011 : Juice on the Loose 2
- 2011 : Culinary Art School 2
- 2011 : Cook Muzik
- 2011 : R&B Juice
- 2011 : 32. Ent (The Compilation)
- 2011 : Lord of the Rings
- 2012 : Cook Muzik 2: 100/1000
- 2012 : 32. Ent (The Compilation Pt. 2)
- 2013 : 6 Ringz 2 (The Playoffs Edition)
- 2013 : Juice World 2
- 2013 : Return of Da Juiceman
- 2014 : Alaska in Atlanta 2
- 2014 : Clock Werk (avec Cap 1)
- 2014 : Kings of the Trap
- 2014 : The Realest Nigga I Know 2
- 2014 : The Otis Williams Jr. Story
- 2015 : 6 Ringz 3
- 2016 : Texaco Muzik Vol.1
- 2016 : Math Class